# Abric de Can Castellví
L'Abric de Can Castellví és un abric rocós amb representació de pintura rupestre protegit com Patrimoni de la Humanitat en el conjunt de l'Art rupestre de l'arc mediterrani de la península Ibèrica. Està situat prop de Can Castellví, al mig d'una cinglera localitzada al principi del barranc del Fondo de la Seguera, dins del Parc d'Olèrdola.
L'abric fa 8 m de longitud, 2 m de fondària i 1 m d'altura. La part dreta del fris presenta un queixal retallat que sembla correspondre a una escala retallada en la cinglera, que puja fins a l'abric. A la dreta, a l'extrem, hi ha una pica per recollir l'aigua de les filtracions i en el sostre, dues perforacions per a bigues. A l'esquerra de la plataforma es distingeix una conducció o canal.
Les pintures ocupen una franja d'uns 2,5 m x 0,8 m i se situen al sector dret. El conjunt pictòric està format per un total de 26 figures, majoritàriament de traç simple i puntejat. Algunes de les figures corresponen a quadrúpedes indeterminats.
Les pintures rupestres van ser localitzades a principi de la dècada del 1970 per un grup del Museu de Vilanova i la Geltrú.